# Тери Поло
Вижте пояснителната страница за други личности с името Поло.
Тереза „Тери“ Елизабет Поло (на английски: Theresa „Teri“ Elizabeth Polo) е американска актриса. През 1995 и 2006 г. е номинирана за награда на „Гилдията на киноактьорите“, в категория „Изключително изпълнение в драматичен сериал“ за ролите си в сериалите „Лекар в Аляска“ и „Западното крило“. Тери Поло е най-известна от филмите „Запознай се с нашите“, „Запознай се с малките“, „Запознай ме с вашите“, „Отвъд граници“, ситкома „Аз съм с нея“ и сериала „Западното крило“.

## Личен живот и семейство
Тереза Елизабет Поло е родена на 1 юни 1969 г. Доувър, Делауеър, САЩ. Майка ѝ Джейн е домакиня, а баща ѝ Винсент Поло е дизайнер на аудио системи. Тери Поло тренира балет в продължение на дванадесет години, като започва от петгодишна възраст. На тринадесетгодишна възраст посещава нюйоркското училище „School of American Ballet“. Когато е на 17 години печели конкурс за красота, след което решава да се премести да живее в Ню Йорк и да започне актьорска кариера.
През април 1997 г. Тери Поло сключва брак с фотографа Антъни Муур. Бракът им продължава осем години, до 2005 г. когато се развеждат. През 2006 г. докато участва в заснемането на музикален видеоклип, Тери Поло се запознава с барабаниста Джейми Уолъм. Двамата имат връзка до 2013 г. Тери Поло има две деца, син от Муур и дъщеря от Уолъм.

## Кариера
Тери Поло има роли в много телевизионни сериали, между които: „Адвокатите“, „Фелисити“, „Чикаго Хоуп“, „Криминални уравнения“, „Фрейзър“, „Медиум“, „Закон и ред: Лос Анджелис“, „Касъл“ и „Престъпни намерения“.
Праймтайм дебюта на Тери Поло е през 1988 г. в сериала на CBS – „TV 101“. През 1990 г. участва в минисериала „Фантомът от Операта“. От 1994 до 1995 г. взима участие в последния сезон на сериала „Лекар в Аляска“. През 2000 г. си партнира с Бен Стилър и Робърт Де Ниро във филма „Запознай се с нашите“, тримата актьори участват и в продълженията „Запознай ме с вашите“ (2004) и „Запознай се с малките“ (2010). През 2003 – 2004 г. играе в ситкома „Аз съм с нея“ и в ролята на Хелен Сантос, съпруга на кандидата за президент от Демократическата партия Мат Сантос в сериала „Западното крило“. През 2006 г. участва в телевизионния филм „Legacy of Fear“, а през 2007 г. играе във филма на канал „Холмарк“ – „Love Is A Four Letter Word“. През 2013 г. участва в сериала на ABC – „The Fosters“.
През 2002 г. Тери Поло заема 42. място в класацията на списание „Maxim“ – „Maxim Hot 100 Women“. През 2005 г. се снима за списание „Playboy“ и за специализираното женско списание „InStyle“.